# Pauline Gracia Beery Mack
Pour les articles homonymes, voir Beery et Mack.
Pauline Gracia Beery Mack, née le 19 décembre 1891 et morte le 22 octobre 1974, est une chimiste, économiste domestique et administratrice d'université américaine. Ses recherches sur le calcium, la nutrition, les rayonnements et la densité osseuse ont débuté dans les années 1930 et ont abouti à des travaux pour la NASA alors qu'elle avait soixante-dix ans.

## Enfance et études
Pauline Beery est née à Norborne (Missouri). Elle obtient un diplôme en chimie à l'Université du Missouri (1913). Pendant la Première Guerre mondiale, elle enseigne les sciences au lycée dans le Missouri, avant de continuer ses études supérieures. Elle obtient une maîtrise en chimie en 1919, de l'Université de Columbia. En 1932, à 40 ans, Beery termine son doctorat à Penn State.

## Carrière
Pauline Beery enseigne la chimie dans le programme d'économie domestique à Penn State à partir de 1919. En 1941, elle est nommée directrice de l'Institut Ellen H. Richards de la Pennsylvania State University. En 1950, ses travaux sur le calcium, la nutrition et la mesure de la densité osseuse sont récompensés par une médaille Francis P. Garvan de l'American Chemical Society,,.
Alors que ses travaux sont principalement tournés vers la nutrition et la physiologie, elle s'intéresse également aux textiles, aux détergents et aux colorants. Elle est conseillère technique auprès de la Pennsylvania Laundry Owners Association et contribue à l'élaboration du code des normes de la Pennsylvania Association of Cleaners and Dyers. 
Dr. Mack publia un grand nombre d'articles pendant ses années à Penn State, avec des titres tels que Chemistry Applied to Home and Economy (1926), Stuff: The Science of Materials in the Service of Man (New York, Appleton, 1930), Colorfastness of Women's and Children's Wearing-Apparel Fabrics (American Home Economics Association, 1942) et Calories Make a Difference: Report of Studies on Three Groups of Children (Sugar Research Foundation, 1949). Elle crée  et édite également « Chemistry Leaflet », un magazine publié par le Science Service.
Dans ses dernières années, elle devint doyenne du College of Household Arts and Sciences du Texas State College for Women, et y construisit un programme de recherche exceptionnellement bien financé et réputé pendant une décennie en tant qu'administratrice (1952-1962). À 70 ans, elle prend sa retraite de l'administration pour devenir directrice de recherche, travaillant principalement sur des subventions de la NASA pour comprendre les effets de l'apesanteur sur la densité osseuse,. Son travail a abouti à un régime utilisé pour atténuer ces effets. Elle est la première femme à recevoir un prix Silver Snoopy pour son excellence professionnelle.

## Vie privée
Pauline Beery épouse le botaniste et graveur Warren Bryan Mack en décembre 1923,. Le couple a deux enfants, Oscar et Anna. Elle est veuve en 1952. Pauline Beery Mack prend sa retraite de la recherche en raison de problèmes de santé en 1973 et meurt l'année suivante à Denton, au Texas.

## Héritage
Les articles de Pauline Gracia Beery Mack se trouvent dans les archives de la « Collection des femmes », à la Texas Woman's University, à Denton, au Texas, et dans les bibliothèques de l'Université de Pennsylvanie,. Sa tombe se trouve au Center County Memorial Park de State College, en Pennsylvanie.